# Hypertantulus siphonicola
Hypertantulus siphonicola är en kräftdjursart som beskrevs av Susumu Ohtsuka och Geoffrey Allen Boxshall 1998. Hypertantulus siphonicola ingår i släktet Hypertantulus och familjen Basipodellidae. Inga underarter finns listade i Catalogue of Life.